# Valley Parade
Valley Parade (znany też jako Coral Windows Stadium) – stadion piłkarski położony w Anglii, na którym swoje mecze rozgrywa drużyna Bradford City. Stadion został zbudowany w 1903 roku. W tym samym roku został oddany do użytku.
11 maja 1985 podczas meczu ostatniej kolejki Division Three pomiędzy Bradford City – Lincoln City doszło do pożaru drewnianej trybuny stadionu Valley Parade. W wyniku tragedii zginęło 56 osób, a 265 zostało rannych.